# Джъннин Ян
Джъннин Ян (на английски: Chen-Ning Franklin Yang; на традиционен китайски: 楊振寧; на опростен китайски: 杨振宁, на пинин: Yáng Zhènníng) е китайски физик, работещ в областта на статистическата механика.
Академик на Китайската академия на науките (2017; чуждестранен член от 1994), чуждестранен член на Националната академия на науките на САЩ (2015; член от 1965), Лондонското кралско общество (1992), Руската академия на науките (1994), член Папската академия на науките (1997).

## Биография
Роден е на 22 септември 1922 година в Хъфей, Китай. През 1945 г. получава стипендия от Националния югозападен обединен университет и постъпва в Чикагския университет за работа под ръководството на Енрико Ферми. През 1957 г., едва 35-годишен, получава Нобелова награда за физика за изследвания в областта на елементарните частици и слабите взаимодействия.
След като работи още година като преподавател по физика в Чикаго, се мести в Института за фундаментални изследвания в Принстън (щат Ню Джърси) под ръководството на директора на института Робърт Опенхаймер. През есента на 1953 г. Янг става главен физик на Брукхейвънската национална лаборатория в Лонг Айлънд (щат Ню Йорк). Става професор по физика в Института за фундаментални изследвания през 1955 г. и остава на този пост още 11 години, докато не преминава в Университета на щата Ню Йорк в Стоуни Брук, Лонг Айлънд, на поста професор и директор на Института по теоретична физика.
През 1983 г. Янг става един от 42-мата членове основатели на Академията на науките на страните от третия свят, днес Всемирна академия на науките (TWAS).
През 1999 г. се връща в Китай в същия университет Цинхуа, който на времето е завършил.
През 2015 г. се отказва от американско гражданство, което получава при натурализацията си през 1964 г.